# Cyrtodactylus abrae
Cyrtodactylus abrae är en ödleart som beskrevs av  Wells 2002. Cyrtodactylus abrae ingår i släktet Cyrtodactylus och familjen geckoödlor. Inga underarter finns listade i Catalogue of Life.